# Màrsies
|  | Aquest article tracta sobre el personatge mitològic. Vegeu-ne altres significats a «Màrsies (desambiguació)». |

Màrsies o també Màrsias (en grec antic Μαρσύας Marsyas) va ser un sàtir que va néixer a Celea (Frígia), a la font principal del riu Meandre. Els seus pares serien Olimp (o potser Eagre) i Hiagnis.
Màrsies era un expert tocant l'aulos, una espècie d'oboè doble fabricat amb canya. Havia trobat l'instrument a terra, on el va llançar la seva inventora Atena, després que els altres déus es burlessin de com inflava les galtes en tocar-lo, i va amenaçar amb els càstigs més terribles a qui el recollís.

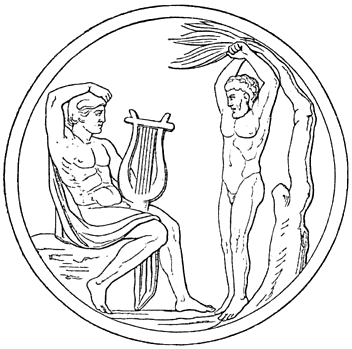
Apol·lo i Màrsies

Màrsies delectava els camperols frigis amb el so de la flauta i aquests van afirmar que ni el mateix Apol·lo era millor músic. Com que Màrsies, inconscientment, no els va contradir, es va guanyar la ira del déu. Apol·lo que tocava la lira i Màrsies es van enfrontar en un concurs musical en el qual el guanyador podria tractar el perdedor com volgués. Amb les Muses i Mides de jurat, ambdós van tocar de forma tan perfecta que les Muses no van poder decretar un vencedor, llavors Apol·lo va reptar el sàtir a tocar el seu instrument de cap per avall. Apol·lo va donar la volta a la seva lira i va tocar. Evidentment Màrsies no podia fer el mateix amb la flauta i les Muses van declarar guanyador a Apol·lo. Després de derrotar a Màrsies, Apol·lo es va venjar d'ell, pel seu hibris (orgull) en desafiar un déu, suspenent-lo d'un pi i espellant-lo viu. Apol·lo va clavar llavors la pell de Màrsies en un arbre, a prop del llac Aulocrene, i la seva sang va formar el riu Màrsies (afluent del Meandre, que desemboca en aquest a prop de Celea). Altres versions afirmen que el riu va néixer de les llàgrimes dels seus amics. El suplici de Màrsies és un tema recurrent en l'art hel·lenístic.
Babis, fill de Meandre i germà de Màrsies, tocava també la flauta, però, per la seva falta d'habilitat, no va ser castigat per Apol·lo com ho fou el seu germà.